# Сигма-гипероны
Си́гма-гиперо́ны (Σ-гипероны) — элементарные частицы, представляющие собой барионы со странностью −1 и изотопическим спином 1, не содержащие валентных c-, b- или t-кварков. Они группируются в мультиплеты по три частицы: сигма-минус-гиперон Σ−, сигма-ноль-гиперон Σ0, сигма-плюс-гиперон Σ+. В состав Σ-гиперонов входят ровно два кварка первого поколения (верхние u и/или нижние d) и ровно один странный кварк (s); у нейтрального Λ-гиперона такой же кварковый состав, как у Σ0-гиперона (uds), но нулевой изоспин. Σ-гипероны относятся к более широкой группе Σ-барионов, которые классифицируются как барионы с изоспином 1, содержащие два кварка первого поколения (u- и/или d-кварки) и ровно один кварк второго или третьего поколений — s-, c-, b- или t-кварк. В основном состоянии все сигма-гипероны (Σ+, Σ0 и Σ−) имеют спин 1/2, но в возбуждённых состояниях их спин может быть больше (известны сигма-гиперонные резонансы со спином 1/2, 3/2, 5/2 и 7/2). Чётность в основном состоянии положительна, в возбуждённых состояниях может быть как положительна, так и отрицательна. У анти-сигма-гиперонов (Σ+, Σ0 и Σ−) электрический заряд, изоспин и странность противоположны соответствующим частицам (Σ+, Σ0 и Σ−). Следует отметить, что Σ+ и Σ− не являются античастицами друг для друга; например, их массы различаются на 8 МэВ, а время жизни Σ− почти вдвое больше, чем Σ+.

## Характеристики сигма-гиперонов
| Частица | Кварковый состав | Масса, МэВ       | I | JP   | Q  | S  | c | b | t | Магнитный момент, μN | Среднее время жизни, с | Основные моды распада и коэффициент ветвления   |
| ------- | ---------------- | ---------------- | - | ---- | -- | -- | - | - | - | -------------------- | ---------------------- | ----------------------------------------------- |
| Σ+      | uus              | 1189,37 ± 0,07   | 1 | 1⁄2+ | +1 | −1 | 0 | 0 | 0 | 2,458 ± 0,010        | (8,018 ± 0,026)⋅10−11  | p + π0 (51,57 ± 0,30 %) n + π+ (48,31 ± 0,30 %) |
| Σ0      | uds              | 1192,642 ± 0,024 | 1 | 1⁄2+ | 0  | −1 | 0 | 0 | 0 | —                    | (7,4 ± 0,7)⋅10−20      | Λ0 + γ (~100%) Λ0 + e+ + e− (~0,5%)             |
| Σ−      | dds              | 1197,449 ± 0,030 | 1 | 1⁄2+ | −1 | −1 | 0 | 0 | 0 | −1,160 ± 0,025       | (1,479 ± 0,011)⋅10−10  | n + π− (99,848 ± 0,005%)                        |

В таблице приведены данные для сигма-гиперонов в основных состояниях. Зарегистрирован также ряд возбуждённых состояний (резонансов): Σ(1385)3⁄2+, Σ(1660)1⁄2+, Σ(1670)3⁄2−, Σ(1750)1⁄2−, Σ(1775)5⁄2−, Σ(1910)3⁄2−, Σ(1915)5⁄2+, Σ(2030)7⁄2+ и некоторые менее изученные с массой вплоть до 3170 МэВ. В этой схеме обозначений в скобках после символа Σ указана средняя масса мультиплета в мегаэлектронвольтах с округлением до 5 МэВ, вслед за скобками — спин и чётность; основное состояние сигма-гиперонов в этой схеме будет записываться как Σ(1195)1⁄2+, хотя обычно её применяют лишь к резонансам (частицам, испытывающим распад через сильное взаимодействие и поэтому значительно более короткоживущим, чем частицы, распадающиеся через электромагнитное и слабое взаимодействие).